# Перлівниця товста
Перлівниця товста (Unio crassus) — вид прісноводних двостулкових молюсків родини перлівницевих (Unionidae). Поширений в Європі, Західній і Північній Азії. Раритетний вид, занесений до Червоної книги України та ряду інших природоохоронних документів.

## Опис
Довжина раковини може досягати 10 см, ширина 2-3 см, а висота до 5 см. Вона має яйцеподібну форму, її вершини злегка опуклі та зміщені вперед. Передня частина у 3-4 рази коротша за задню. Спинний край сильно зігнутий, а передній дугоподібно закруглений. Зовнішня поверхня раковини гладка, лінії росту слабо виражені. Забарвлення переважно темно-коричневе, з віком змінюється на майже чорне. Молоді молюски забарвлені в зеленувато-коричневий колір. Забарвлення гладкої внутрішньої поверхні може варіюватися від білого і рожевого до світло-блакитного кольору. На ній помітні радіальні промені. На замковому майданчику розташовані масивні зуби. У правій стулці є один латеральний зуб, а в лівій їх три. Високий трикутний зуб знаходиться в центрі. Тривалість життя за сприятливих умов сягає 80 років.

## Поширення
Вид поширений в Європі (відсутній у Великій Британії, Ірландії, Ісландії, Італії та на Піренейському півострові), на Близькому Сході, в Ірані, Іраку та Північній Азії на схід до річки Амур.

## Спосіб життя
Реофільний вид. Мешкає в чистих річках і струмках, у піщаних або піщано-гравійних відкладеннях дна. Чутливий до забруднення та зміни хімічного складу води. Коли концентрація нітратів у воді перевищує 10 мг/л, особини цього виду припиняють розмноження. Живиться органічними рештками, фільтруючи воду.
Розмноження відбувається навесні (квітень—травень) і здійснюється особинами з розмірами раковини 30–40 мм. Яйця утримуються в зябрах, де вони запліднюються і розвиваються протягом кількох місяців до стадії личинки (глохідії). Глохідії викидаються у воду, де при ковтанні прикріплюються до зябер риб. Там личинки розвиваються декілька місяців, а після дозрівання відриваються і опускаються на дно. Може жити до 80 років.

## Охорона
Вид занесений до Червоної книги України (2021), а також до Червоного списку МСОП (охоронна категорія: вид близький до стану загрози зникнення), Європейського Червоного списку (вразливий), Резолюції 6 Бернської конвенції. На регіональному рівні в Україні занесена до Червоної книги Українських Карпат.
Найбільш негативним фактором впливу на стан природних популяцій виду є антропогенні зміни гідрологічного режиму водойм. Доцільно детально вивчити особливості поширення та екології виду, а місця з порівняно високою чисельністю забезпечити дієвою охороною, створивши там природно-заповідні об'єкти.

## Підвиди
- U. c. batavus
- U. c. bruguierianus — ареал охоплює всю азійську Туреччину до басейну Тигру та Євфрату від Туреччини до Сирії та Іраку
- U. c. carneus
- U. c. crassus — поширений на більшій частині Середньої Європи.
- U. c. cytherea
- U. c. gontieri — в Україні, кавказько-північно-причорноморському регіоні та закавказькому басейні річки Аракс.
- U. c. jonicus.
- U. c. mongolicus  — в басейні Амуру та Примор'я, на північ до Магадана.